# Nu metal
Nu metal [eng. uttal nju: metl] är en subgenre inom heavy metal.

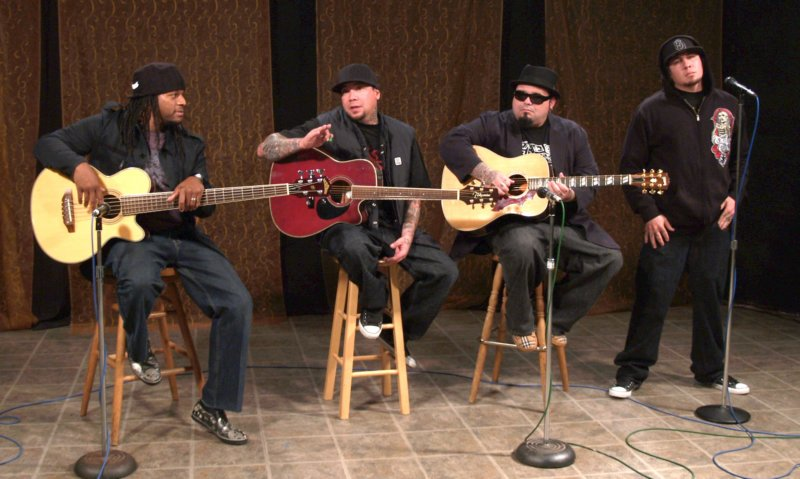
P.O.D. under ett akustiskt uppträdande.

Nu metal bygger på att man ofta blandar det tunga ur metal med en annan mer eller mindre orelaterad stil, till exempel hiphop eller punk. Kända band är exempelvis Korn, som av många anses vara det första riktiga nu metal-bandet, och Linkin Park, som tillhör den så kallade andra vågen av nu metal som kom i slutet av 90-talet.
Ett viktigt namn inom nu metal är producenten Ross Robinson som har fått smeknamnet "The Godfather of Nu Metal". Det här beror på att han producerade och upptäckte band som Korn, Limp Bizkit, Deftones och Slipknot.              
Många kopplar nu metal med en blandning mellan hiphop och metal. Stilen fick MTV:s stöd under 1990-talet, och det var även MTV som myntade begreppet 'nu metal'.

## Karaktärsdrag i nu metal
Nu metal är en musikstil som tar inflytande från stilar som heavy metal, alternativ metal, funkmetal, rapmetal, industrimetal, groove metal, grunge, hiphop, funk, elektronisk musik, punk, pop och rap.
Nu metal-musik använder sig mestadels av Synkop och baseras på riff, mid-sångavbrott och bristande solon, något som skiljer nu metal från andra metalgenrer. Nu metal använder också mycket av den traditionella popstrukturens verser, refränger och bryggor. Sångstilar varierar mellan melodisk sång, rap, skrikande och growling. Ibland används ett stort antal av dessa stilar inom en och samma låt.
Många nu metal-band använder sjusträngade gitarrer i stället för traditionella sexsträngade gitarrer. De här gitarrerna gav också upphov till basgitarrer med fem eller sex strängar. IIbland använd också DJs för ytterligare rytmiska instrument med bl.a musiksampling, scratching och elektroniska bakgrundsljud.
Klädesmässigt kopplas nu metal ofta ihop med säckiga skjortor, för stora kläder, träningsbyxor och mycket piercingar samt tatueringar. 

## Kritik
Nu metal har ofta fått negativ kritik från fans av de äldre metalstilarna, främst för sin mainstreamstämpel och karaktärsdragen från hiphop och elektronisk musik. Ibland kan det vara svårt att definiera vad som kan kallas nu metal eftersom stilen blandas ihop med så många andra musikstilar.  Det internet- och användarbaserade metaluppslagsverket Encyclopaedia Metallum: The Metal Archives ser inte nu metal som en metalgenre, och utesluter därför band som klassas som nu metal om de inte släppt någon skiva som ansetts vara övervägande "metal".

## Exempel på grupper
Följande grupper har blivit beskrivna av media som nu metal:
- Adema
- Black Sonic
- Coilbox
- Crazy Town
- Deftones
- Disturbed
- Godsmack
- Headplate
- Ill Niño
- Korn
- Limp Bizkit
- Linkin Park
- maNga
- Papa Roach
- Powerman 5000
- P.O.D.
- Soil
- Slipknot
- Static-X
- Trapt